# Karl Schaper (Schauspieler)
Karl Schaper (* 1992 in Wernigerode) ist ein deutscher Schauspieler.

## Leben
Karl Schaper wuchs in dem kleinen Ort Langeln im nördlichen Harzvorland auf. Am Burg-Gymnasium Wettin (Sachsen-Anhalt) machte er im dort eingerichteten Spezialzweig „Bildende Kunst“ sein Abitur. 2011 zog er nach Hamburg und leistete dort seinen Bundesfreiwilligendienst ab.
Von 2014 bis 2016 besuchte er die Schule für Schauspiel (SFSH) in Hamburg. 2015 stand er beim Theaterfestival Mölln in dem Stück Mit dem Fahrrad zu den Wandervögeln unter der Regie von Frank Dübel auf der Bühne. Im Sommer 2016 trat er beim „Festival der darstellenden Künste“ auf der Waldbühne Benneckenstein in den Rollen Roller und Kosinsky in Die Räuber auf. Von Herbst 2016 bis Frühjahr 2019 absolvierte Schaper sein Schauspielstudium an der Hochschule für Schauspielkunst „Ernst Busch“ in Berlin.
Weitere Theaterrollen spielte Schaper während seiner Ausbildung an der SFSH-Studiobühne (2015/16), und während des Studiums bei der Studiobühne der HfS „Ernst Busch“ Berlin (2017) und am BAT Berlin (2017). 2017 gastierte er am Hoftheater Dresden als Soldat Parmenio in dem Lessing-Einakter Philotas. In der Spielzeit 2018/19 gastierte er an der Berliner Volksbühne in dem Schauspiel Haußmanns Staatssicherheitstheater von Leander Haußmann.
Mehrfach stand Schaper bereits für TV-Produktionen vor der Kamera. Im Polizeiruf 110: Demokratie stirbt in Finsternis (Erstausstrahlung: April 2018) verkörperte er eine der Episodenrollen; er war Alex, der Anführer einer Gruppe Jugendlicher aus einem kleinen Dorf in Brandenburg, mit dem sich die Kommissarin Olga Lenski (Maria Simon) anlegt. Im Polizeiruf 110: Crash (Erstausstrahlung: September 2018) war er in seiner Rolle als Leif Lebert neben Dennis Mojen und Jeff Wilbusch eines der jugendlichen Mitglieder einer Gruppe von Rasern, die sich „Le Magdeburg“ nennen und illegale Autorennen fahren.
In der Krankenhausserie In aller Freundschaft – Die Krankenschwestern (Ausstrahlung: November/Dezember 2018), einem Ableger der Serien In aller Freundschaft und In aller Freundschaft – Die jungen Ärzte, spielte Schaper eine der durchgehenden Serienrollen; er verkörperte den jungen Johannes Teuber, den Freund der Serienhauptfigur Louisa (Llewellyn Reichman).
In der 8. Staffel der TV-Serie Familie Dr. Kleist (2019) übernahm Schaper eine der Episodenrollen als Freund einer jungen Patientin mit „Drogenvergangenheit“. Im zweiten Film der ZDF-Krimireihe Schwartz und Schwartz (März 2019) hatte Schaper eine der Hauptrollen als junger Bäckersohn Leo Weishappel, dessen Schwester auf einer Baustelle in den Tod stürzt. In der 2. Staffel der ZDF-Krimiserie SOKO Potsdam (2019) übernahm Schaper eine Episodenrolle als tatverdächtiger junger Mann, der ein schwieriges Verhältnis zur ermordeten Mutter seiner Freundin hatte. In der 20. Staffel der ZDF-Serie SOKO Leipzig (2019) hatte Schaper eine Episodenrolle als tatverdächtiger, vorbestrafter Hehler und Kleinkrimineller Sven Rappold. 
In der 34. Staffel der ZDF-Serie SOKO München (2020) spielte Schaper in einer Episodenhauptrolle den tatverdächtigen, cholerischen Kfz-Mechatroniker und Amateurboxer Chris Seifert, der Streit mit einem getöteten Fahrradkurier hatte. Im 13. Film der ZDF-Kriminalfilmreihe Spreewaldkrimi mit dem Titel Totentanz, der im Februar 2021 erstausgestrahlt wurde, verkörperte er den jungen Paul Konzack, der sich an einem tot aufgefundenen Internet-Blogger (Matti Schmidt-Schaller), den er für den Vergewaltiger seiner Schwester hält, rächen wollte. In der ZDFneo-Serie Unbroken (2021) war er als Polizeiermittler Küken neben Aylin Tezel und Özgür Karadeniz zu sehen. In der 16. Staffel der ZDF-Serie Notruf Hafenkante (2022) übernahm er eine Episodenhauptrolle als junger Reiseblogger Ben Frenzel, der ein schwieriges Verhältnis zu seinem Vater hat. In der 46. Staffel der ZDF-Serie Der Alte (2022) war er in einer Episodenhauptrolle als tatverdächtiger und radikaler Umweltaktivist Torben Asmus zu sehen.
Karl Schaper lebt in Berlin.

## Filmografie (Auswahl)
- 2018: Polizeiruf 110: Demokratie stirbt in Finsternis (Fernsehreihe)
- 2018: Polizeiruf 110: Crash (Fernsehreihe)
- 2018: In aller Freundschaft – Die Krankenschwestern (Fernsehserie, Serienrolle)
- 2019: Familie Dr. Kleist: Warnzeichen (Fernsehserie, eine Folge)
- 2019: Schwartz & Schwartz: Der Tod im Haus (Fernsehreihe)
- 2019, 2023: SOKO Potsdam: Familienschande, Ein Schlag zu viel (Fernsehserie, zwei Folgen)
- 2019, 2023: SOKO Leipzig: Ein anständiges Leben, Joela (Fernsehserie, zwei Folgen)
- 2020: SOKO München: Die letzte Lieferung (Fernsehserie, eine Folge)
- 2020: SOKO Stuttgart: Hotel Futuro (Fernsehserie, eine Folge)
- 2021: Morden im Norden: Opfer (Fernsehserie, eine Folge)
- 2021: Spreewaldkrimi: Totentanz (Fernsehreihe)
- 2021: Unbroken (Fernsehserie)
- 2021: 3½ Stunden (Fernsehfilm)
- 2022: Notruf Hafenkante: Ausgebremst (Fernsehserie, eine Folge)
- 2022: Der Alte: Tod am Kliff (Fernsehserie, eine Folge)
- 2022: Ein Fall für zwei: In Liebe W. (Fernsehserie, eine Folge)
- 2022: Die Drei von der Müllabfuhr – Zu gut für die Tonne (Fernsehreihe)
- 2023: Nord Nord Mord – Sievers und die letzte Beichte (Fernsehreihe)
- 2023: Doktor Ballouz: Blutsbrüder (Fernsehserie, eine Folge)
- 2024: Blutige Anfänger: Höhenrausch (Fernsehserie, eine Folge)
- 2025: Zimmer im Grünen: Herzenswege (Fernsehreihe)